# Alhos Vedros
Alhos Vedros es una freguesia portuguesa del concelho de Moita, con 16,56 km² de superficie y 12614 habitantes (2001). Su densidad de población es de 761,7 hab/km².